# Natação no Campeonato Mundial de Esportes Aquáticos de 2009 - 400 m livre feminino
A prova dos 400 metros livre feminino da natação no Campeonato Mundial de Esportes Aquáticos de 2009 ocorreu no dia 26 de julho no Stadio del Nuoto em Roma.

## Recordes
Antes desta competição, os recordes mundiais e do campeonato nesta prova eram os seguintes:
| Tipo                  | Atleta         | Tempo   | Local     | Data                | Ref |
| --------------------- | -------------- | ------- | --------- | ------------------- | --- |
|                       | Joanne Jackson | 4:00,66 | Sheffield | 16 de março de 2009 | ver |
| Recorde do campeonato | Laure Manaudou | 4:02,61 | Melbourne | 25 de março de 2007 | ver |

## Medalhistas
| Ouro                      | Prata                | Bronze                  |
| Federica Pellegrini (ITA) | Joanne Jackson (GBR) | Rebecca Adlington (GBR) |

## Resultados

### Eliminatórias
Estes são os resultados das eliminatórias:
| Pos. | Bateria | Raia | Atleta                            | Tempo   | Notas                 |
| ---- | ------- | ---- | --------------------------------- | ------- | --------------------- |
| 1    | 6       | 4    | ITA Federica Pellegrini           | 4:01.96 | Recorde do campeonato |
| 2    | 6       | 3    | USA Allison Schmitt               | 4:02.80 |                       |
| 3    | 5       | 4    | GBR Joanne Jackson                | 4:03.48 |                       |
| 4    | 5       | 5    | FRA Coralie Balmy                 | 4:04.12 |                       |
| 5    | 6       | 5    | ROU Camelia Alina Potec           | 4:04.25 |                       |
| 6    | 5       | 6    | FRA Ophelie-Cyrielle Etienne      | 4:05.25 |                       |
| 7    | 4       | 3    | DEN Lotte Friis                   | 4:05.40 |                       |
| 8    | 4       | 4    | GBR Rebecca Adlington             | 4:05.70 |                       |
| 9    | 4       | 2    | AUS Ellen Fullerton               | 4:08.31 |                       |
| 10   | 5       | 2    | ESP Erika Villaecija              | 4:08.77 |                       |
| 11   | 6       | 7    | AUT Jordis Steinegger             | 4:09.30 |                       |
| 12   | 4       | 1    | ARG Cecilia Elizabeth Biagioli    | 4:10.16 |                       |
| 13   | 6       | 6    | USA Chloe Sutton                  | 4:10.88 |                       |
| 14   | 6       | 1    | CAN Alexa Komarnycky              | 4:11.35 |                       |
| 15   | 6       | 2    | RSA Wendy Trott                   | 4:11.45 |                       |
| 16   | 6       | 0    | JPN Maiko Fujino                  | 4:11.52 |                       |
| 17   | 5       | 7    | ITA Flavia Zoccari                | 4:11.58 |                       |
| 18   | 5       | 0    | VEN Andreina Pinto                | 4:11.79 |                       |
| 19   | 3       | 3    | IRL Nuala Murphy                  | 4:13.51 |                       |
| 20   | 5       | 8    | CAN Savannah King                 | 4:13.58 |                       |
| 21   | 4       | 8    | MEX Patricia Castaneda            | 4:13.59 |                       |
| 22   | 5       | 9    | SIN Ting Wen Quah                 | 4:13.70 |                       |
| 23   | 4       | 6    | CHN Ren Junni                     | 4:14.07 |                       |
| 24   | 5       | 3    | RUS Elena Sokolova                | 4:14.38 |                       |
| 25   | 5       | 1    | MEX Susana Escobar                | 4:14.70 |                       |
| 26   | 3       | 6    | VEN Yanel Pinto                   | 4:14.74 |                       |
| 27   | 4       | 5    | AUS Bronte Barratt                | 4:15.62 |                       |
| 28   | 4       | 7    | JPN Natsumi Iwashita              | 4:15.95 |                       |
| 29   | 6       | 9    | TPE Yang Chin-kuei                | 4:15.96 |                       |
| 30   | 3       | 7    | SIN Lynette Lim                   | 4:16.35 |                       |
| 31   | 3       | 5    | POL Paula Zukowska                | 4:16.64 |                       |
| 32   | 2       | 2    | ROU Ionela Cozma                  | 4:16.79 |                       |
| 33   | 3       | 4    | IRL Niamh O'sullivan              | 4:16.80 |                       |
| 34   | 4       | 0    | SLO Nina Cesar                    | 4:17.22 |                       |
| 35   | 3       | 1    | KOR Cho Youn Soo                  | 4:17.59 |                       |
| 36   | 6       | 8    | SLO Nika Karlina Petric           | 4:18.14 |                       |
| 37   | 3       | 0    | CUB Heysi Villareal               | 4:20.94 |                       |
| 39   | 3       | 9    | ESA Pamela Benitez                | 4:21.58 |                       |
| 40   | 2       | 5    | KOR Jeong Darae                   | 4:22.99 |                       |
| 41   | 3       | 8    | PUR Kristina Bernice Lennox       | 4:23.26 |                       |
| 42   | 4       | 9    | MAS Cai Lin Khoo                  | 4:24.48 |                       |
| 43   | 3       | 2    | ZIM Kimberley Eeson               | 4:27.89 |                       |
| 44   | 2       | 3    | PER Andrea Cedron                 | 4:29.80 |                       |
| 45   | 1       | 3    | ZIM Kirsten Lapham                | 4:33.57 |                       |
| 46   | 2       | 1    | TPE Ting Sheng-yo                 | 4:33.72 |                       |
| 47   | 2       | 6    | PER Daniela Kaori Miyahara Coello | 4:33.75 |                       |
| 48   | 2       | 7    | CHI Daniela Reyes Hinrichsen      | 4:34.09 |                       |
| 49   | 2       | 0    | JOR Miriam Hatamleh               | 4:41.02 |                       |
| 50   | 1       | 5    | DOM Nicole Huerta                 | 4:41.73 |                       |
| 51   | 2       | 9    | GRN Ayesha Noel                   | 4:46.09 |                       |
| 52   | 2       | 8    | VIE Thanh Vy Vo Thi               | 4:47.11 |                       |
| 53   | 1       | 4    | SYR Diana Al Zamel                | 4:47.98 |                       |
| 54   | 1       | 6    | PAK Sakina Ghulam                 | 4:59.02 |                       |
| 55   | 1       | 2    | MAD Estellah Fils Rabetsara       | 5:04.36 |                       |
| 56   | 1       | 7    | FIJ Tieri Erasito                 | 5:10.01 |                       |
| 57   | 1       | 8    | PAK Mahnoor Maqsood               | 5:18.16 |                       |
|      | 1       | 1    | ALB Sara Abdullahu                | DNS     |                       |

### Final
Estes são os resultados da final:
| Pos.              | Raia | Atleta                       | Tempo   | Notas           |
| ----------------- | ---- | ---------------------------- | ------- | --------------- |
| Medalha de ouro   | 4    | ITA Federica Pellegrini      | 3:59.15 | Recorde mundial |
| Medalha de prata  | 3    | GBR Joanne Jackson           | 4:00.60 |                 |
| Medalha de bronze | 4    | GBR Rebecca Adlington        | 4:00.79 |                 |
| 7                 | 5    | USA Allison Schmitt          | 4:02.51 |                 |
| 5                 | 6    | FRA Coralie Balmy            | 4:03.29 |                 |
| 6                 | 2    | ROU Camelia Alina Potec      | 4:03.41 |                 |
| 7                 | 7    | FRA Ophelie-Cyrielle Etienne | 4:04.54 |                 |
| 8                 | 1    | DEN Lotte Friis              | 4:07.62 |                 |

## Novos recordes
| Tipo                  | Atleta              | Tempo   | Local | Data                | Ref |
| --------------------- | ------------------- | ------- | ----- | ------------------- | --- |
|                       | Federica Pellegrini | 3:59.15 | Roma  | 26 de julho de 2009 | ver |
| Recorde do campeonato | Federica Pellegrini | 3:59.15 | Roma  | 26 de julho de 2009 | ver |

Legenda
| Recorde mundial       | Recorde mundial (World record)               |                       | Recorde africano                      | Recorde africano (African) |                                           | Q | Classificado por posição (Qualified) |
| Recorde do campeonato | Recorde do campeonato (Championship record)  | Recorde da América    | Recorde da América (Americas)         | q                          | Classificado por melhor tempo (Qualified) |   |                                      |
| Melhor marca do ano   | Melhor marca do ano (World leading)          | Recorde asiático      | Recorde asiático (Asian)              | DNS                        | Não largou (Did not start)                |   |                                      |
| Recorde nacional      | Recorde nacional (National record)           | Recorde europeu       | Recorde europeu (European)            | DNF                        | Não terminou (Did not finish)             |   |                                      |
| Recorde pessoal       | Recorde pessoal do atleta (Personal best)    | Recorde da Oceania    | Recorde da Oceania (Oceania)          | DSQ / DQ                   | Desclassificado (Disqualified)            |   |                                      |
| Recorde da temporada  | Recorde da temporada do atleta (Season best) | Recorde sul-americano | Recorde sul-americano (South America) | NM                         | Sem marca (No mark)                       |   |                                      |